# Porfiry (Mahairiotis)
Porfiry, nazwisko świeckie Mahairiotis (ur. 16 kwietnia 1966 w Pera Orinis) – cypryjski biskup prawosławny.

## Życiorys
W 1984 ukończył liceum w Strowolos, następnie odbył dwuletnią służbę wojskową. W 1990 ukończył na uniwersytecie w Atenach studia na kierunku archeologia. Następnie do 1994 studiował teologię na uniwersytecie w Salonikach. Po powrocie na Cypr podjął pracę wykładowcy w seminarium duchownym św. Barnaby w Nikozji. We wrześniu 1995 wstąpił do klasztoru Machaira. 15 sierpnia 1998 metropolita Konstancji Bazyli wyświęcił go na diakona.
W 1999, gdy dotychczasowy przełożony klasztoru Machaira Atanazy (Nikolaou) został wybrany na metropolitę Limassol, hierodiakon Porfiry przeniósł się razem z nim do Limassol i prowadził odtąd pracę duszpasterską w różnych cerkwiach w tym mieście. W 1999 został wyświęcony na kapłana, zaś w 2000 otrzymał godność archimandryty.
5 października 2007, z rekomendacji arcybiskupa Nowej Justyniany i całego Cypru Chryzostoma II, został jego biskupem pomocniczym z tytułem biskupa Neapolis. Jego chirotonia biskupa miała miejsce 27 października tego samego roku. Biskup Porfiry jest oficjalnym przedstawicielem Cypryjskiego Kościoła Prawosławnego przy instytucjach Unii Europejskiej.